# Puccinellia arctica
Puccinellia arctica är en gräsart som först beskrevs av William Jackson Hooker, och fick sitt nu gällande namn av Merritt Lyndon Fernald och Charles Alfred Weatherby. Puccinellia arctica ingår i släktet saltgrässläktet, och familjen gräs. Inga underarter finns listade i Catalogue of Life.
Gräset förekommer i norra Nordamerika i Nunavut, Yukon och Northwest Territories (Kanada) samt i Alaska (USA). Den växer i låglandet och i kulliga områden upp till 940 meter över havet. Puccinellia arctica registreras ofta vid vattendragens stränder eller den ingår i fuktiga ängar. Enligt olika studier gynnas arten av sjöfåglarnas häckningsplatser samt av människans samhällen.
För beståndet är inga hot kända och Puccinellia arctica hittas i flera skyddszoner. IUCN listar arten som livskraftig (LC).